# 秋田県道248号春山田沢線
秋田県道248号春山田沢線（あきたけんどう248ごう はるやまたざわせん）は、秋田県仙北市を通る一般県道である。

## 概要
田沢湖の湖畔（北東）から路線が始まり、北東方向へ進み、仙北市田沢湖田沢字東前の国道341号交点に至る。舗装しているのは終点の手前約1.2キロメートルの平地だけで、起点から約2.6キロメートルは舗装されていない。

### 路線データ
- 総延長 : 3.843 km[2]
- 実延長 : 3.843 km[2]
- 起点 : 秋田県仙北市田沢湖田沢字潟前103番8地先（秋田県道38号田沢湖西木線交点）[3]北緯39度44分54.64秒 東経140度40分33.14秒
- 終点 : 秋田県仙北市田沢湖田沢字東前157番1（国道341号交点）[3]北緯39度45分46.61秒 東経140度41分59.85秒
- 未供用区間 : なし[2]

## 歴史
- 1959年（昭和34年）2月17日 - 秋田県道に認定される[3]。

## 路線状況

### 冬期閉鎖区間
- 区間 : 仙北市田沢湖春山 - 仙北市田沢湖田沢[4]
  - 期日 : 11月下旬 - 5月下旬[5]

### 交通不能区間
- なし[6]

## 地理

### 交差する道路
| 施設名 | 接続路線名               | 備考 | 所在地                 |
| ------ | ------------------------ | ---- | ---------------------- |
|        | 秋田県道38号田沢湖西木線 | 起点 | 仙北市田沢湖田沢字潟前 |
|        | 国道341号                | 終点 | 仙北市田沢湖田沢字東前 |

### 沿線の施設など
- 田沢湖